# بيجو 407

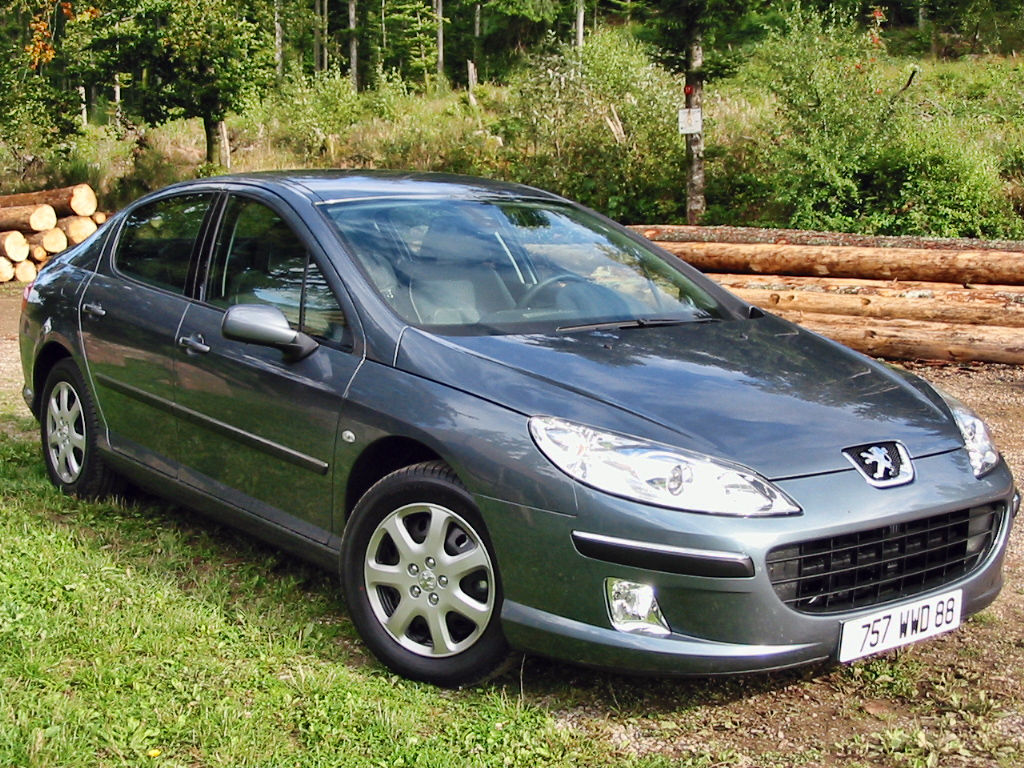
بيجو 407

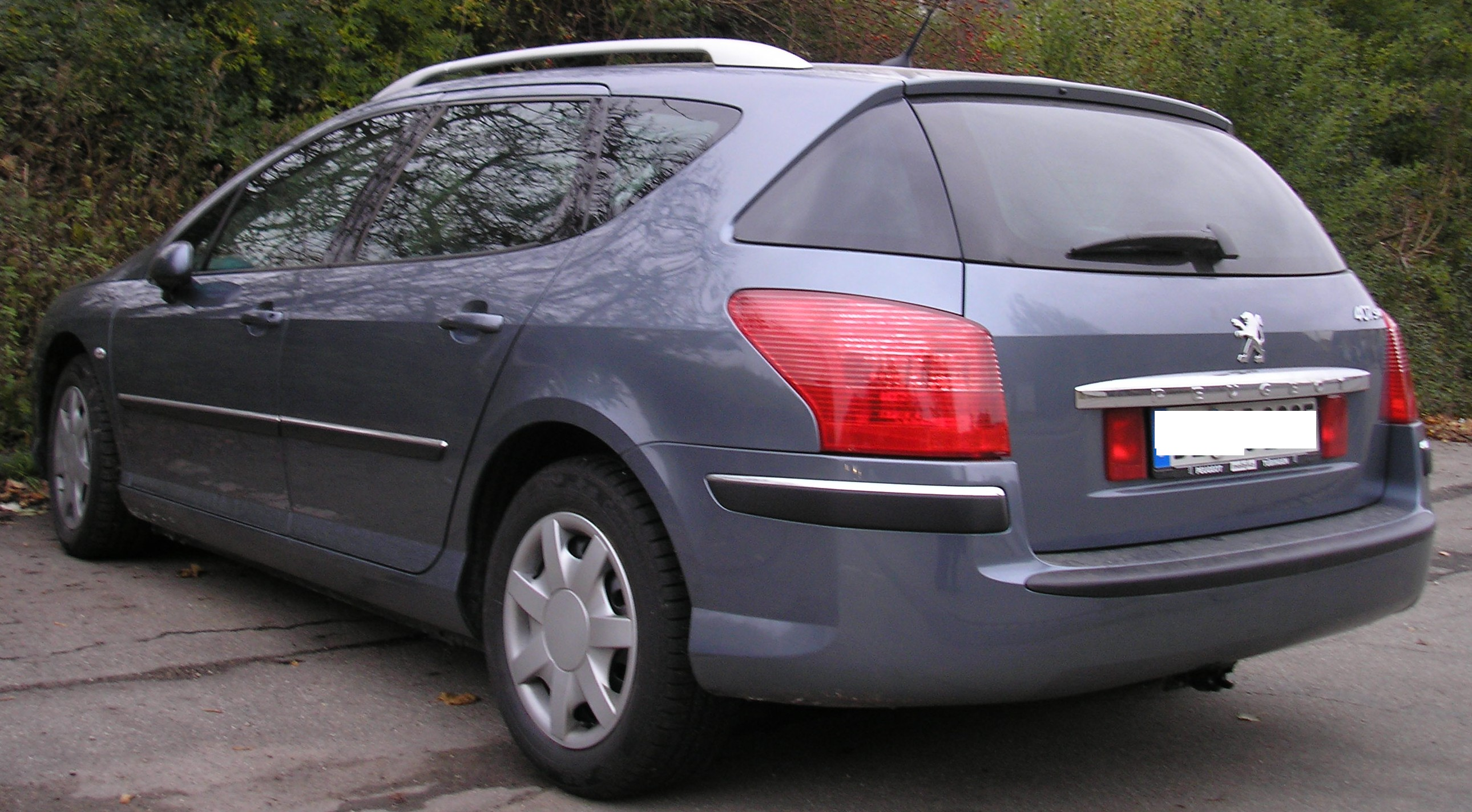
بيجو 407 الحجم العائلي

بيجو 407 هي أحدث سيارات هذا الجيل من شركة بيجو، تم تصنيعها بدءًا من عام 2005 ولا يزال تصنيعها مستمرًا إلى الآن، متوفرة بإصدارات الصالون والكوبيه، وهي تعمل بمحرك ديزل يتراوح سعته بين 1,8 و 3,0 لتر.
ويوجد منها محركات بنزين 6 سلندر و4 سلندر وهي سياره ثابته على الطرقات ويميزها اضافات مميزه جداللثبات
1. نوابض تعليق أمامية مزدوجة تؤمن مستويات جديدة من الأداء والتوجيه مع توفير قيادة مريحة في نفس الوقت.
2. التعليق الخلفي المتعدد الأذرع، مع مانعات الارتجاج الأفقية، يوفر توجيهات وثباتاً معززين .
3. نظام الصمامات المنظمة المتنوع (AMVAR) يتحكم بصورة مستقلة بكل تعليق للعجلات ويكيّف ممتص الصدمات مع أسلوب القيادة .
4. ASB (نظام الفرامل المانع للانغلاق) يسمح بأن يظل المسار تحت السيطرة فيمنع العجلات من الانغلاق عند الفرملة الطارئة .
5. (النظام المساعد للفرملة الطارئة): يعطي الفرملة قوتها القصوى.
6. ASR (نظام التحكم بالدفع) يحول دون انزلاق العجلات في حال فقدان السيطرة
7. EBF (موزع الفرملة الإلكتروني) يتحكم بفرملة كل عجلة إفراد يا لمزيد من الفعالية
8. DSC (التحكم بالثبات الديناميكي) يعيد السيارة إلى مسارها إذا ما لاحظت وحدة الرقابة الإلكترونية (ECU) أي إفراط أو تأخير في التوجه.

## الاكسسوارات الاضافية
1. حارف الريح: يزيد التهوية داخل المقصورة مع تخفيف الضجيج والصدمات.
2. قضبان السقف.
3. عجلات هورتاز.
4. أغطية وقاية لعتبات الأبواب من الفولاذ الذي لا يصدأ.
5. جهاز تشغيل أقراص الفيديو الرقمية DVD بشاشه 7 بوصة عالية الوضوح وكتلة ذاكرة مقاومة للصدمات .
6. مصد الهواء الخلفي (الجناح)

## معرض صور

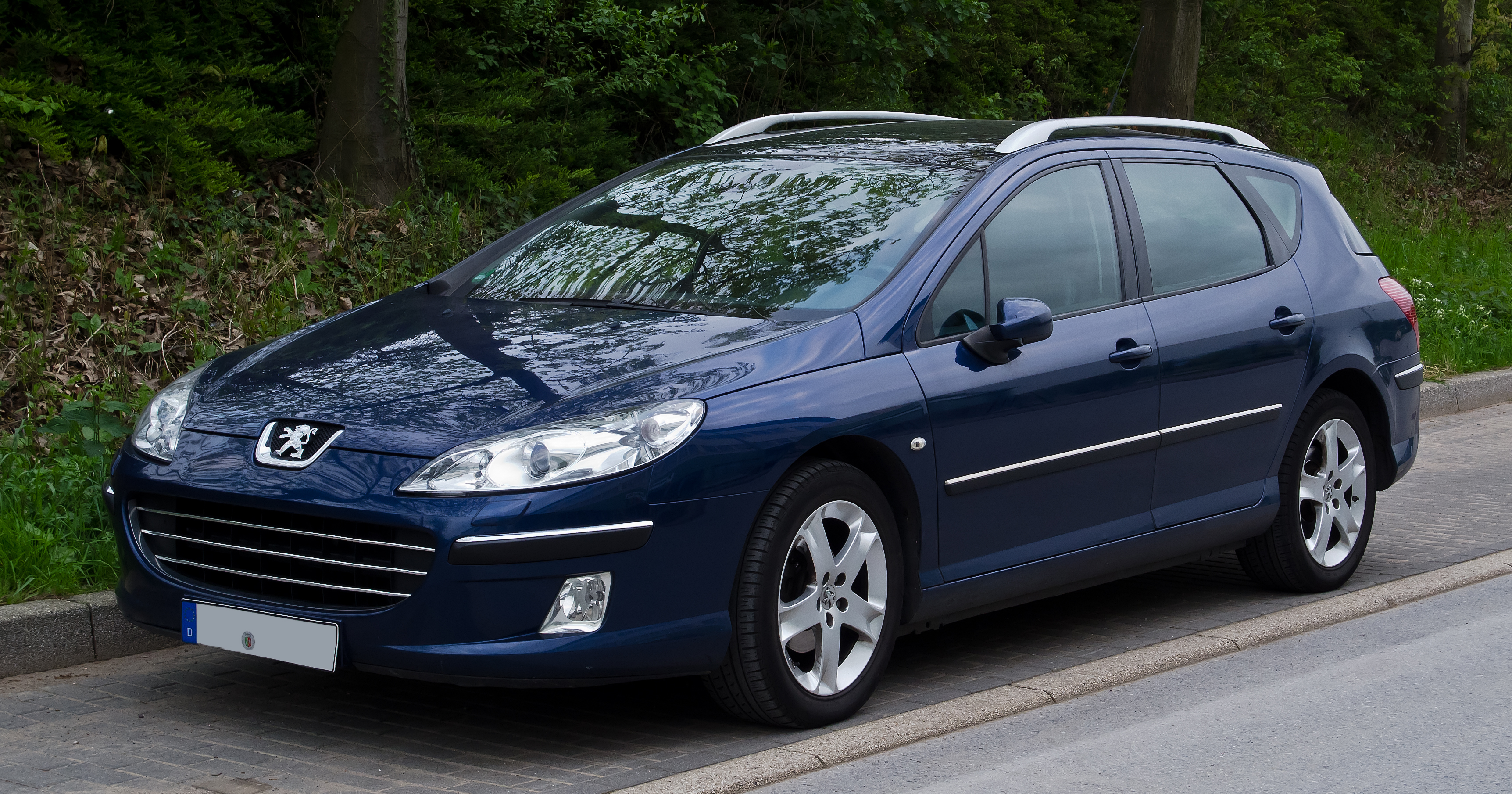
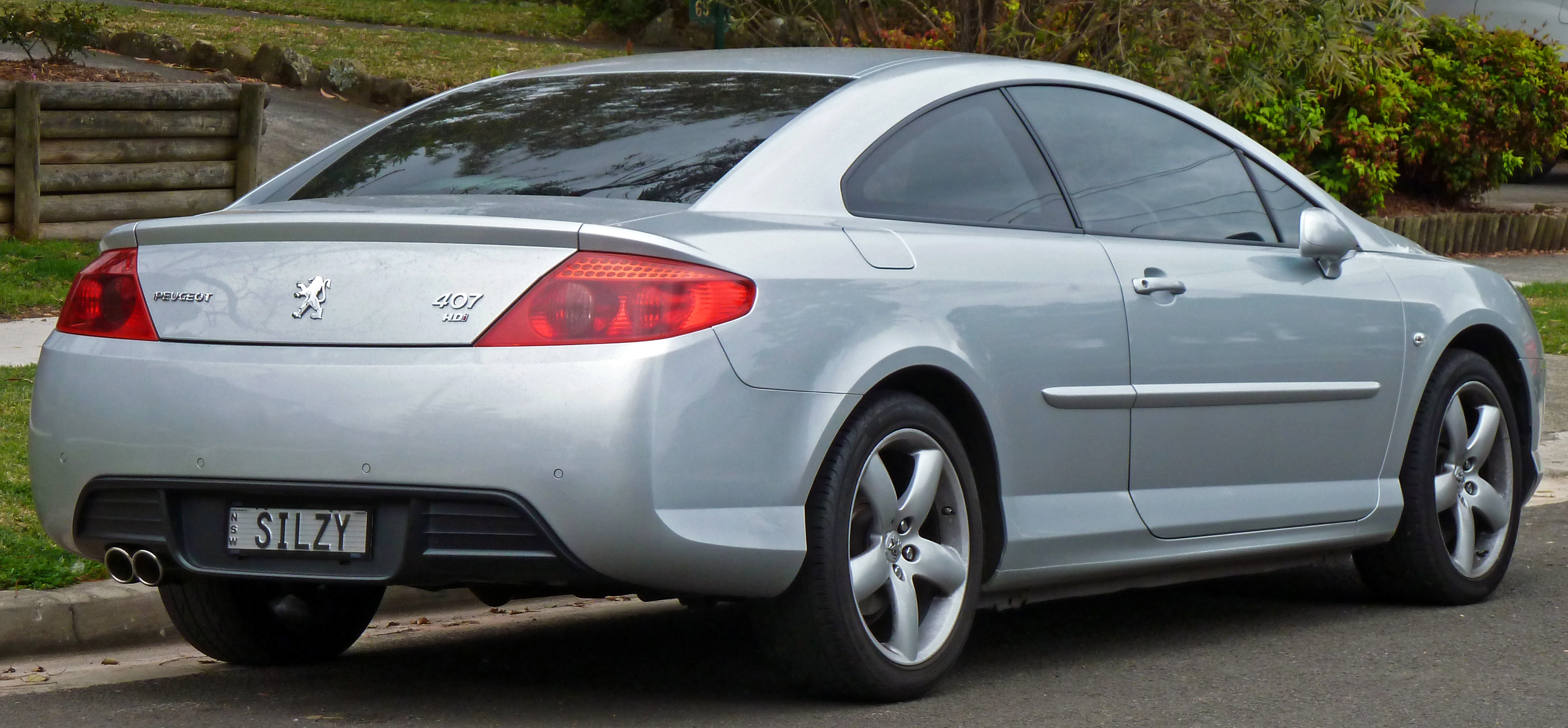
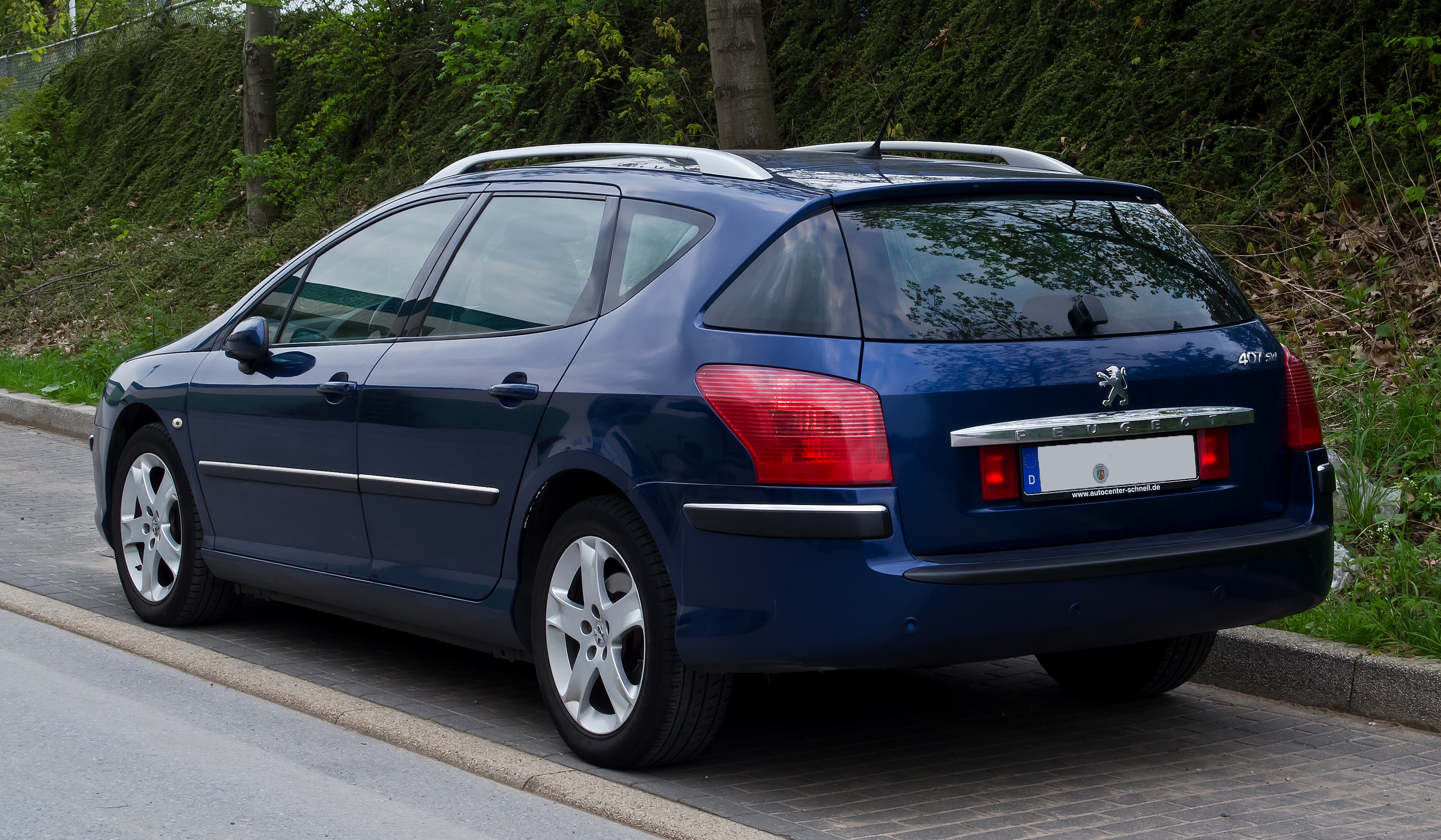
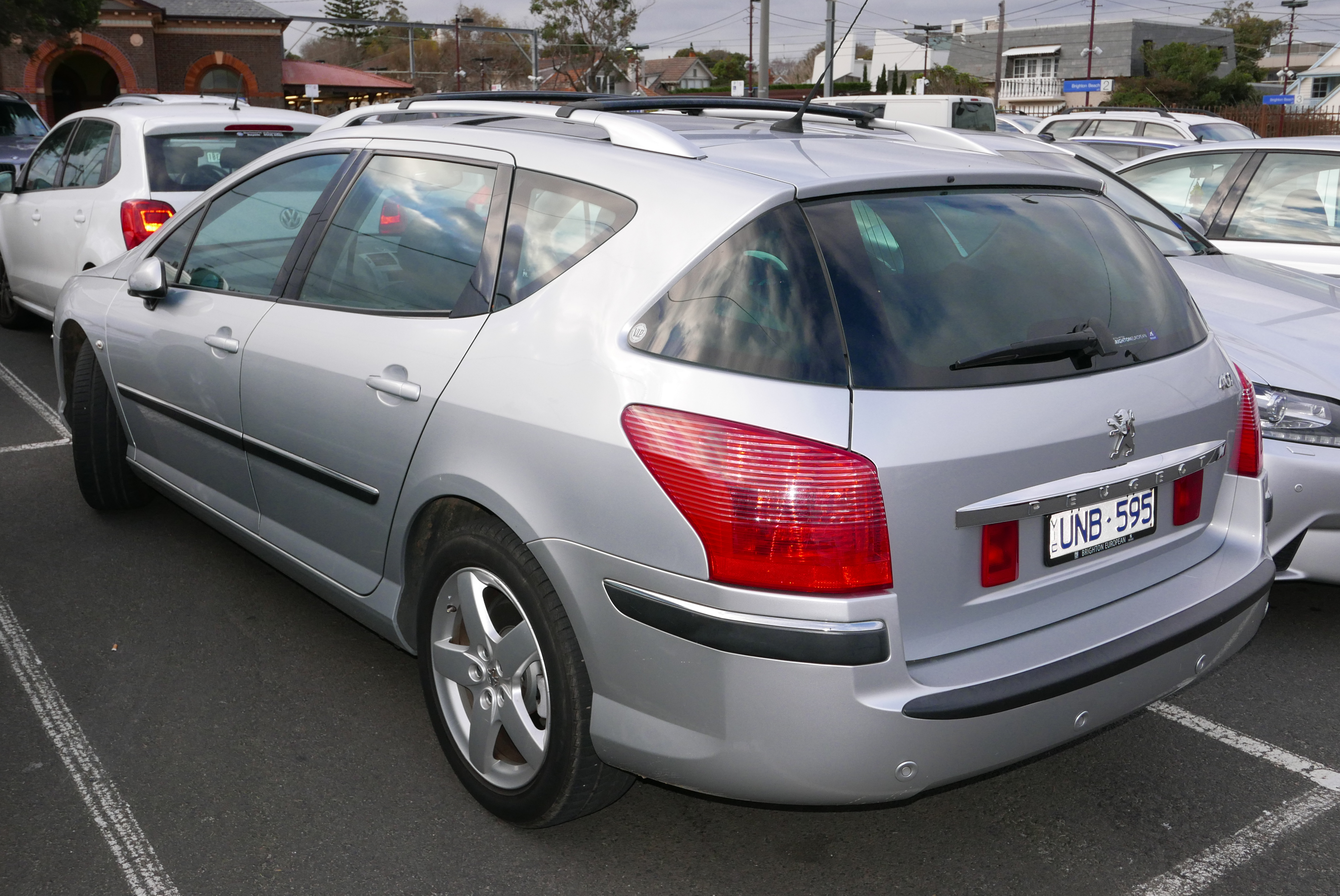
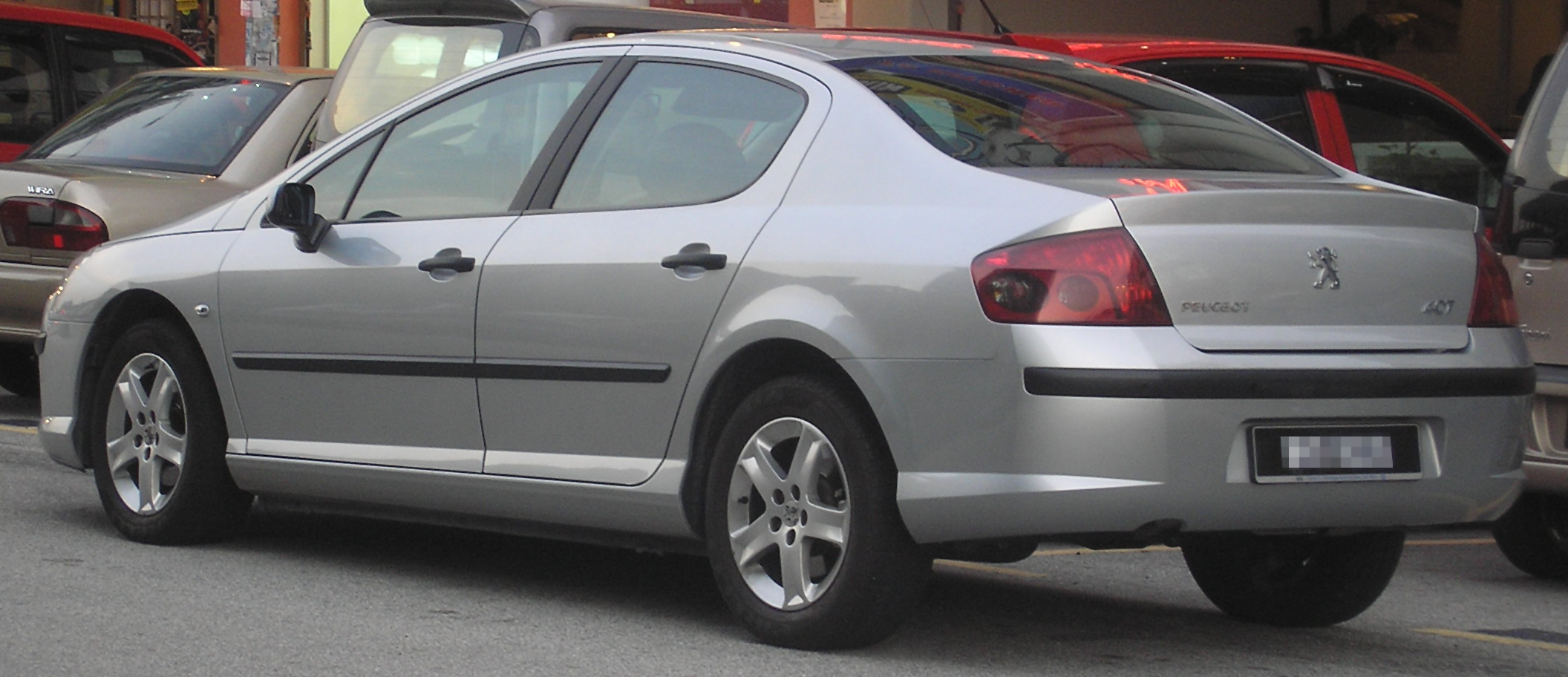